# Sinopoda hamata
Sinopoda hamata là một loài nhện trong họ Sparassidae. S. hamata được Irving Fox miêu tả năm 1937.